# Дезик и Цыган
Де́зик и Цыга́н — первые собаки, совершившие полёт на геофизической ракете В-1В (Р-1В) в верхние слои атмосферы 22 июля 1951 года с полигона Капустин Яр в Астраханской области в рамках проекта ВР-190 — запуска человека на ракете по баллистической траектории.
Целью эксперимента по запуску собак было проведение исследований возможности полёта и наблюдения за поведением высокоорганизованных животных в условиях ракетного полёта на баллистических ракетах, а также изучения сложных физических явлений в околоземном пространстве. Кроме этого, проводились испытания системы аварийного спасения головной части ракеты с пассажирами. Учёными исследовались почти все факторы как физического, так и космического характера: изменённая сила тяжести, вибрации, ударные перегрузки, звуковые и шумовые раздражители различной природы и интенсивности, лучевые воздействия, гипокинезия, гиподинамия, изменённый газовый состав окружающей атмосферы, токсические факторы и др.
Ракета поднялась на высоту около 101 км, достигнув линии Кармана (условной границы атмосферы Земли и космоса). Контейнер с собаками благополучно приземлился в нескольких километрах от стартовой площадки. Дезик и Цыган стали первыми в истории высшими животными, осуществившими полёт на ракете на огромную по тем временам высоту и благополучно вернувшимися обратно. Первыми в космосе животными вообще были плодовые мушки дрозофилы, в 1947 году отправленные в США на высоту 68 миль (109,4 км) на ракете V-2, и вернувшиеся живыми. Затем, с 1949 года, в США производились опыты с отправкой на ракете V-2 обезьян. Сначала они погибали при посадке, первая вернулась живой лишь в сентябре 1951 года.
Информация о первых полётах собак на баллистических ракетах в своё время была крайне секретной. Конструкторы, учёные и даже собаки были под псевдонимами. Впервые о Дезике и Цыгане было официально заявлено ведущими научными деятелями В. Б. Малкиным и А. А. Гюрджианом на научной конференции в Калуге 18 сентября 1991 года.

## История проекта
В конце 1940-х годов, согласно секретному постановлению Советского Правительства от 13 мая 1946 года, положившему начало развития ракетной отрасли страны, возникла необходимость начать исследования комплексного воздействия факторов будущих полётов в верхние слои атмосферы. Впоследствии эти полёты были названы космическими. В том же году С. П. Королёв и его соратники были назначены главными конструкторами различных систем жидкостных баллистических управляемых ракет. Необходимо было исследовать влияние таких полётов на живые организмы и их жизнеспособность. Проводить такие исследования сразу на человеке в силу ряда причин, в том числе и этических, было невозможно. Поэтому было решено использовать в экспериментах высших млекопитающих.
Некоторые наземные стендовые испытания уже проводились на различных видах животных, поэтому в декабре 1950 года на совместной сессии Академии наук СССР (АН СССР) и Академии Медицинских Наук СССР (АМН СССР) возник спор: кого посылать в полёты на ракетах? Претендентами были с одной стороны: крысы, мыши и другая лабораторная мелочь (например: мухи-дрозофилы); с другой стороны — обезьяны, как ближайший к человеку вид; собаки давно уже использовались в широко известных опытах Ивана Петровича Павлова и тоже были достойными претендентами. Мух-дрозофил в это время было использовать некорректно из-за влияния Т. Д. Лысенко и его взглядов. Обезьяны трудно поддавались дрессировке и были крайне невыносливыми; кроме этого они постоянно проявляли беспокойство, срывали с себя датчики и мешали исследователям. Сторонники использования собак и кинологи во главе с Алексеем Васильевичем Покровским и Владимиром Ивановичем Яздовским победили в этих спорах. Поддержал их и академик Анатолий Аркадьевич Благонравов, которого президент Академии Наук СССР Сергей Иванович Вавилов рекомендовал председателем Государственной комиссии по организации исследований на геофизических ракетах, в том числе и проведению полётов животных. Со стороны Академии наук были привлечены также Норайр Мартиросович Сисакян — в будущем академик и учёный секретарь АН СССР, и будущий академик Владимир Николаевич Черниговский.

## Подготовка к полёту

Подготовка ракеты Р-1В к старту

Ещё в 1948 году С. П. Королёв предложил одному из основателей советской космической биологии и медицины В. И. Яздовскому заняться проблемой подготовки собак к полёту на баллистических ракетах. Королёву рекомендовали Яздовского С. И. Вавилов и военный министр — маршал А. М. Василевский (подполковник Яздовский был тогда сотрудником НИИ авиационной медицины). В 1950 году в АН СССР была создана Комиссия по изучению верхних слоёв атмосферы под руководством академика А. А. Благонравова. По всем направлениям интенсивно шла напряжённая работа и, к осени 1950 года, уже проводилось огневое стендовое испытание геофизической ракеты. В её головном отсеке находился первый экипаж — собаки Дезик и Цыган. Данные испытания они выдержали успешно. По словам Яздовского, состояние собак было нормальное, сохранены все выработанные условно-рефлекторные связи. Собаки прекрасно вступали в контакт с экспериментаторами.
Однако Дезик и Цыган были не простыми собаками. До этого они прошли строгий отбор. Изготовители ракет и оборудования требовали, чтобы собаки обладали крепким здоровьем и соответствовали определённым нормам: вес 6-7 кг, рост не выше 35 см, возраст от 2 до 6 лет. Такие требования возникали вследствие параметров ракетного оборудования и сложности полёта. Дезик и Цыган были обыкновенными беспородными собаками: Дезик (правильно произносится — Дэ́зик) — пушистый пёс белого окраса, мужского пола; Цыган — пёс мужского пола, тёмного окраса с белыми пятнами. Было выяснено, что беспородные бродячие собаки гораздо выносливее маленьких породистых собак и более приспособлены к стрессам, вследствие прошедшего естественного отбора в условиях жизни на улице, поэтому экспериментаторы использовали их.
Учёными было решено запускать сразу двух собак в одном контейнере, чтобы исключить возможность индивидуальной реакции и получить более объективные результаты. В этом случае подбирались пары собак наиболее совместимых по нраву. Серьёзные наблюдения за ними проводились даже во время обычных прогулок. Строго засекреченная подготовка собак проводилась в неприметном с виду здании Института авиационной медицины ВВС в Москве, недалеко от стадиона «Динамо». Во время тренировок собак держали в барокамерах, крутили на центрифугах, трясли на вибростендах. С. П. Королёв прислал исследователям ракетный контейнер, чтобы посаженные в него собаки привыкали к нему и чувствовали себя там комфортно, для сокращения поводов для волнения. Испытуемых очень хорошо кормили. К полёту Дезика и Цыгана готовили около года вместе с остальными собаками.
С. П. Королёв очень любил собак и лично интересовался их самочувствием, когда проводились предполётные тренировки уже на полигоне. Так как там было очень жарко, собаки были вынуждены пить много воды. В обязанности солдат, охраняющих вольеры, входило обеспечение собак водой. Однажды, проходя мимо вольеров, Королёв обнаружил, что собачьи миски пусты. Он очень рассердился, приказал отправить нерадивого солдата на гауптвахту, а на его место назначить другого — любящего животных.

## Ракета
Для доставки животных на околоземное пространство была использована жидкотопливная одноступенчатая ракета типа Р-1 модификации Р-1В, являющейся одной из первых советских геофизических ракет, используемых для проведения комплекса научных исследований и экспериментальных работ, на высотах до 100 км. Создавалась на секретном предприятии НИИ-88. Первый пуск состоялся 10 октября 1948 года на полигоне Капустин Яр. Для полёта собак была построена герметичная кабина с двумя лотками. К этим лоткам перед запуском ремнями были привязаны Дезик и Цыган. В кабине над ними висела обыкновенная плёночная кинокамера, снимавшая собак на протяжении всего времени полёта.
Чтобы пуск и полёт ракеты был хорошо виден, её корпус был выкрашен в белый цвет, так как специальной техники для наблюдения высотных полётов в то время ещё не было. Кроме пассажиров — собак, на борту ракеты находился комплекс научной и диагностической аппаратуры, с помощью которой учёные получали данные о физических и химических свойствах верхних слоёв атмосферы.

## Полёт

Схема полёта Дезика и Цыгана: 1 — Старт. 2 — Отделение головной части (выс. 87,7 км). 3 — Максимальная высота. 4 — Падение отработавшей ракеты. 5 — Раскрытие парашюта головной части (выс. 7 км). 6 — Приземление головной части.

День пуска был определён решением Государственной комиссии. Накануне старта ракету вывезли из ангара и закрепили на стартовом столе. Несколько собак-претендентов привезли на полигон за день до старта. Было решено отправить в полёт Дезика и Цыгана, которые продемонстрировали на всех испытаниях завидное спокойствие и выносливость. С. П. Королёв положительно отнёсся к выбору кандидатур собак.
22 июля 1951 года. 4 часа утра. Из-за горизонта выходит солнце. Вокруг ракеты Р-1 на цементном основании стартового стола проводят последние проверки конструкторы, военные, инженеры и медики. В. И. Яздовский и механик Воронков проверили оборудование, установили лотки с собаками в головной части ракеты. Дезик и Цыган одеты в специальные костюмы, удерживающие на их теле датчики. Они очень спокойны — их готовили к полёту почти целый год. Собак накормили лёгкими, но калорийными продуктами: тушёным мясом, молоком и хлебом. После последней проверки разъёмов и датчиков на собаках, закреплённых специальными замками, учёные подключили разъёмы к бортовой системе передачи информации. Включив воздушную регенерационную установку, пожелав собакам удачи, Яздовский с механиком задраили крышку приборного отсека, и направились в укреплённый блиндаж. Раннее время для старта было выбрано специально, чтобы белый корпус ракеты был хорошо виден в лучах восходящего солнца и зафиксирован кинотеодолитом. Кроме того, перед восходом воздух особенно чист. С. П. Королёв отдаёт последние распоряжения.
За несколько минут до полного выхода солнца из-за горизонта был запущен двигатель и, через некоторое время баллистическая ракета Р-1В с собаками Дезиком и Цыганом на борту оторвалась от стартового стола и устремилась ввысь, оставив за собой белый инверсионный след. Сразу после старта начались сильнейшие перегрузки, собаки с трудом поворачивали головы. Вес их тела увеличился почти в 5 раз, пульс — 550 ударов в минуту (почти в 4 раза больше нормы у собак). Через несколько минут, на высоте около 87,7 км, головная часть отделилась от ракеты и устремилась к земле. Наступил период невесомости, продолжавшийся около четырёх минут. Дезик и Цыган почувствовали облегчение после стартовых перегрузок.
Сама ракета поднялась на высоту около 101 км и упала оттуда через несколько минут в пяти километрах от места запуска.
Через 15 минут после старта, на высоте около 7 км раскрылся белый парашют, несущий головную часть ракеты с приборным отсеком. Увидев его, все бросились к месту возможного приземления. Те, кто первыми достигли приземлившейся кабины, заглядывали в иллюминатор. Послышались громкие крики: «Живые! Лают!». Подъехавшие к месту посадки на автомобилях остальные специалисты, в том числе и Королёв, открыли люк, отсоединили штекеры, и вытащили Дезика и Цыгана на лотках из кабины головной части ракеты. Когда собак раздели, они стали бегать, прыгать и ласкаться к своим экспериментаторам. Здесь же было проведено тщательное наружное обследование. Дезик оказался абсолютно невредим, но Цыган слегка ободрал живот при приземлении. Одного из псов Королёв подхватил и стал бегать с ним от радости, а потом потребовал посадить обоих именно в его машину, чтобы довезти до пункта дислокации.

## Итоги полёта
Первый полёт Дезика и Цыгана на ракете являлся грандиозным шагом вперёд на пути освоения космоса. Тщательные послеполётные обследования показали, что никаких особых изменений в физиологическом состоянии у них не обнаружено. Поведение собак в полёте не отличалось от исходного. Они прекрасно перенесли перегрузки, состояние временной невесомости не оказало вредного воздействия на их организмы. Исключение составила только несерьёзная травма у Цыгана, которую он получил при посадке. Те мелкие отклонения, которые фиксировали приборы, в основном, были обусловлены высокой температурой окружающего воздуха перед стартом ракеты и тряской при свободном падении. Эти отклонения находились в допустимых физиологических пределах. Также не наблюдались отклонения от нормального поведения и изменения состояния физиологических функций в последующие недели и месяцы. Выработанные ранее условные рефлексы у собак после полёта сохранились в полном объёме.
Попутно во время этого полёта и последующих была решена часть вопросов по безопасности полёта на орбиту человека. Например, был решён вопрос выживаемости и жизнедеятельности животных в герметической кабине малого объёма при полёте на ракете до высоты 100 км и скорости до 4000 км/ч; герметичность кабины малого объёма и система регенерации воздуха обеспечили жизненно необходимые условия в ракете; факторы внешней среды в полёте на ракете нормально переносились животными; диагностические методы (кинографический и осциллографический) позволили впервые регистрировать в условиях полёта физиологические параметры: частоту и глубину дыхания, температуру тела, общее состояние и поведение под воздействием факторов внешней среды. Введённая ранее система спасения головной части ракеты позволяла провести надёжные спуски и приземления животных и приборов. Полёт Дезика и Цыгана доказал, что полёт на ракете в верхние слои атмосферы безопасен для живых организмов.
Для моральной и умственной разрядки экспериментаторов после успешного первого запуска живых существ на баллистической ракете С. П. Королёв дал команду ехать всем на рыбалку на речку Солянку. На следующий день на рассвете на машинах выехало около двухсот человек. Была организована свежая уха и пиво, которое доставили в двух бочках. Сам Королёв в отличном настроении азартно рыбачил и давал поварам указания, как приготовить отменную уху. Получился знатный обед. Отдохнувшие после колоссального напряжения и предпусковых дней и ночей люди благодарили Сергея Павловича за этот подарок.
Примерно в это же время в США на ракете «Аэроби», которая способна была поднять полезную нагрузку до 60 кг на высоту до 70 км были запущены три белые мыши с аппаратурой, обеспечивающей их жизнедеятельность и способной регистрировать отдельные моменты поведения животных в полёте. Однако это достижение сильно не дотягивало по грандиозности до разработок СССР, что придавало уверенности исследователям в правильности направления к осуществлению планов по запуску на орбиту человека.

## Дальнейшие события

Памятник Дезику в анимационном фильме «Белка и Стрелка. Звёздные собаки»

Через неделю после первого старта, 29 июля, Дезик и собака по кличке Лиса принимали участие во втором испытательном полёте. Ракета В-1Б (Р-1Б) штатно поднялась в небо, однако парашют, который должен был появиться примерно через 18 минут после старта, всё ещё не был виден. Некоторое время спустя была дана команда — начать с самолётов поиски приземлившейся головной части ракеты с животными. Через полчаса она была найдена. Оказалось, что у головной части, которая находилась в свободном падении, не раскрылся парашют (он остался запакованным в контейнере). Падая с высоты в 110 км, кабина врезалась в землю и собаки погибли. Комиссия по расследованию причин катастрофы пришла к заключению, что сильная вибрация вывела из строя барореле, обеспечивающее вывод парашюта на определённой высоте. Дезик стал одним из первых покорителей космоса и первой жертвой только начинающей развиваться космической программы. По этому поводу сильно переживал Королёв.
Председатель Госкомиссии Анатолий Аркадьевич Благонравов приказал напарника Дезика Цыгана больше к полётам не допускать. Его решили пожалеть и оставить для истории. Кроме того, необходимо было проследить, не выявятся ли последствия полётов через продолжительное время. По рассказам очевидцев, Цыган оказался на редкость злым и задающимся псом. Виварий, в котором он жил некоторое время после полёта, однажды инспектировал один пожилой солидный генерал. Цыган имел право разгуливать по помещению, когда захочет, и, когда увидел проверяющего, который почему-то пришёлся ему не по душе, подошёл к нему и укусил за ногу. Разозлённый генерал решил задать Цыгану трёпку, однако его попросили этого не делать с первооткрывателем космоса. На всякий случай Благонравов забрал пса с собой в Москву. По словам Анатолия Аркадьевича, Цыган был признанным вожаком среди окрестных собак. У Благонравова Цыган прожил более десяти лет.

## Память
- К 70-летию полёта Дезика и Цыгана в Астрахани, на здании ЦУМ (напротив областной библиотеки имени Крупской), было размещено тематическое граффити[15].
- В г. Знаменск Астраханская область, полигон Капустин Яр, установлен памятник собакам покорителям космоса.https://avatars.dzeninfra.ru/get-zen_doc/1654267/pub_5f605557249b32282b1b2151_5f60658b5622142b939b985c/scale_1200

## В массовой культуре
В российском компьютерном анимационном фильме 2010 года «Белка и Стрелка. Звёздные собаки», в одном из эпизодов, собаки-космонавты Белка, Стрелка и крыса Веня направляются к стартовой площадке с ракетой. Перед выходом из здания они проходят по мемориальной галерее с памятными статуями собак, по сюжету не вернувшихся из космоса. Мультфильм основан на реальных событиях, поэтому некоторые надписи на табличках соответствуют кличкам погибших в реальности собак. Среди них есть и анимационная статуя погибшему Дезику.